# ピアノ協奏曲第4番 (マルティヌー)
ピアノ協奏曲第4番『呪文』（Incantation ）は、ボフスラフ・マルティヌーがルドルフ・フィルクスニーの依頼で1955年のクリスマス前から翌年2月にかけて作曲したピアノ協奏曲である。オーケストラを縮小してあるが、その分打楽器を多めにしてピアノを打楽器的に扱わせている。1956年12月4日、ストコフスキー指揮ニューヨーク・フィルハーモニック管弦楽団ピアノ独奏ルドルフ・フィルクスニーにより初演され、1965年カッセルのベーレンライター社より出版された。

## 楽器編成
独奏ピアノ、ピッコロ、フルート2、オーボエ2、クラリネット2、ファゴット2、ホルン4、トランペット2、トロンボーン3、ティンパニ、大太鼓、小太鼓、テナードラム、タンブリン、木琴、シンバル、トライアングル、ハープ、弦五部、

## 演奏時間
約20分。

## 楽曲構成
第1楽章 Poco allegro　
弦のトレモロの上でピッコロ、木琴、ハープ短い動機を奏する。この動機は全曲の核となるもので、至る所で使用されている。木管のトレモロにホルンが動機を提示すると、クラリネット、ファゴット、トランペット、チェロが主題を現す。この主題が落ち着くと、独奏ピアノが動機を奏でる。
第2楽章 Poco moderato
木管とハープの上昇音形の後、オーボエに東洋風の動機が現れる。徐々に独奏ピアノが活躍し、弦や木管がこれに追従し、カデンツァに移行する。